# Table des caractères Unicode/UFDD0
Cette page contient des caractères spéciaux ou non latins. S’ils s’affichent mal (▯, ?, etc.), consultez la page d’aide Unicode.
Table des caractères Unicode U+FDD0 à U+FDEF.

## Arabe – formes de présentation – A (2epartie)(Unicode 1.1 à 14.0)
Les points de code U+FDD0 à U+FDEF sont réservées par le standard Unicode pour un usage interne et ne sont pas affectées à un caractère. Ces points de code ne sont valides qu’isolément (pour des traitements internes aux applications ou comme marqueurs spéciaux non affichables), ils ne doivent être utilisés dans aucun texte conforme à Unicode, car ce ne sont pas des caractères, et ils pourraient poser des problèmes d’interopérabilité ou des incompatibilités lors de la transmission de textes entre systèmes hétérogènes.

### Table des caractères
| v · d · m | 0 | 1 | 2 | 3 | 4 | 5 | 6 | 7 | 8 | 9 | A | B | C | D | E | F |
| --------- | - | - | - | - | - | - | - | - | - | - | - | - | - | - | - | - |
| U+FDD0    |   |   |   |   |   |   |   |   |   |   |   |   |   |   |   |   |
| U+FDE0    |   |   |   |   |   |   |   |   |   |   |   |   |   |   |   |   |